# The End of the Feud
The End of the Feud é um filme mudo norte-americano de 1914, do gênero drama, dirigido por Allan Dwan e estrelado por Murdock MacQuarrie, Pauline Bush e Lon Chaney. O filme é agora considerado perdido.

## Elenco
- Murdock MacQuarrie - Hen Dawson
- Pauline Bush - June
- Lon Chaney - Wood Dawson
- William Lloyd - Jed Putnam
- William C. Dowlan - Joel